# Gut Schöller

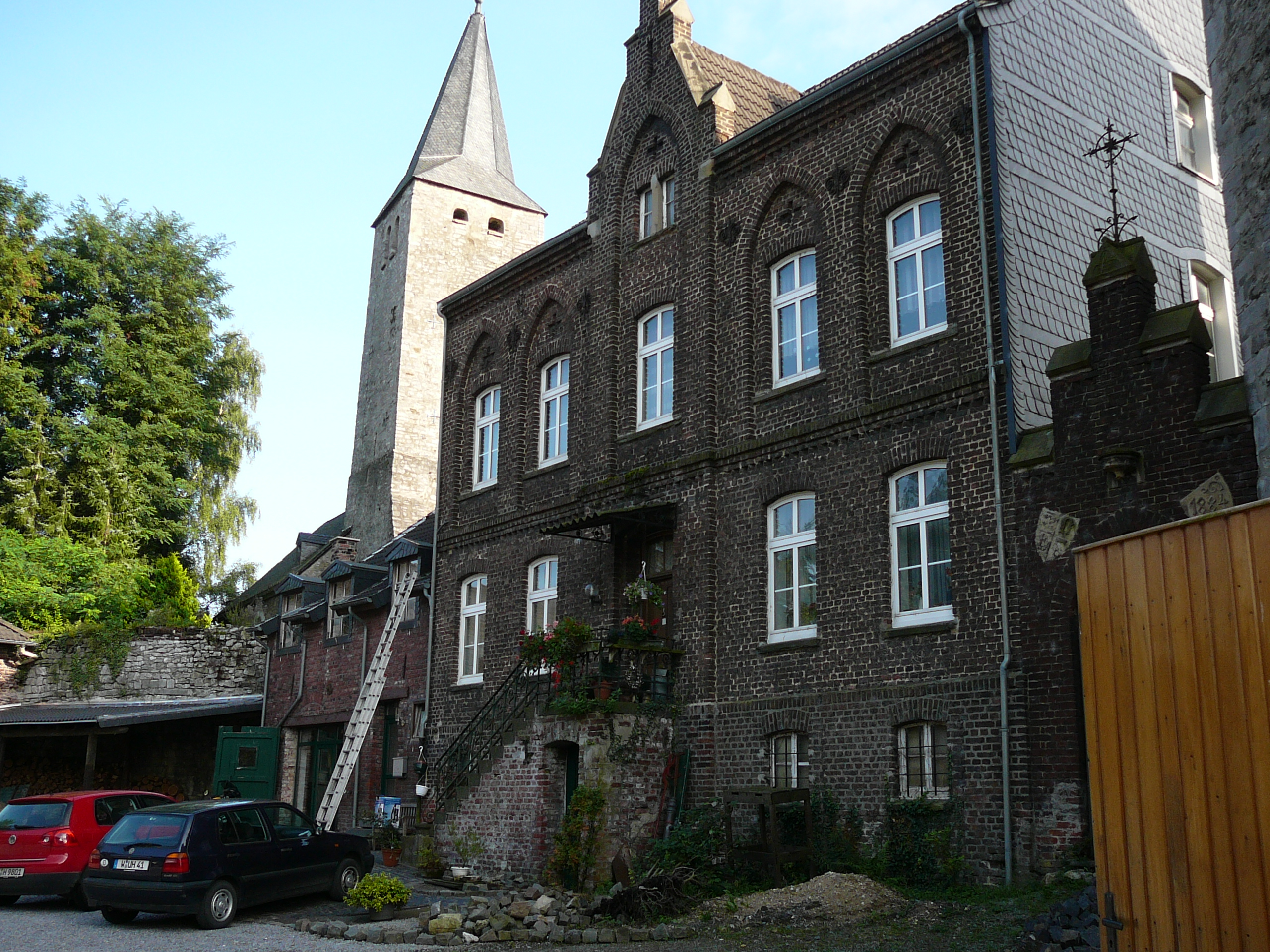
Gut Schöller (2008)

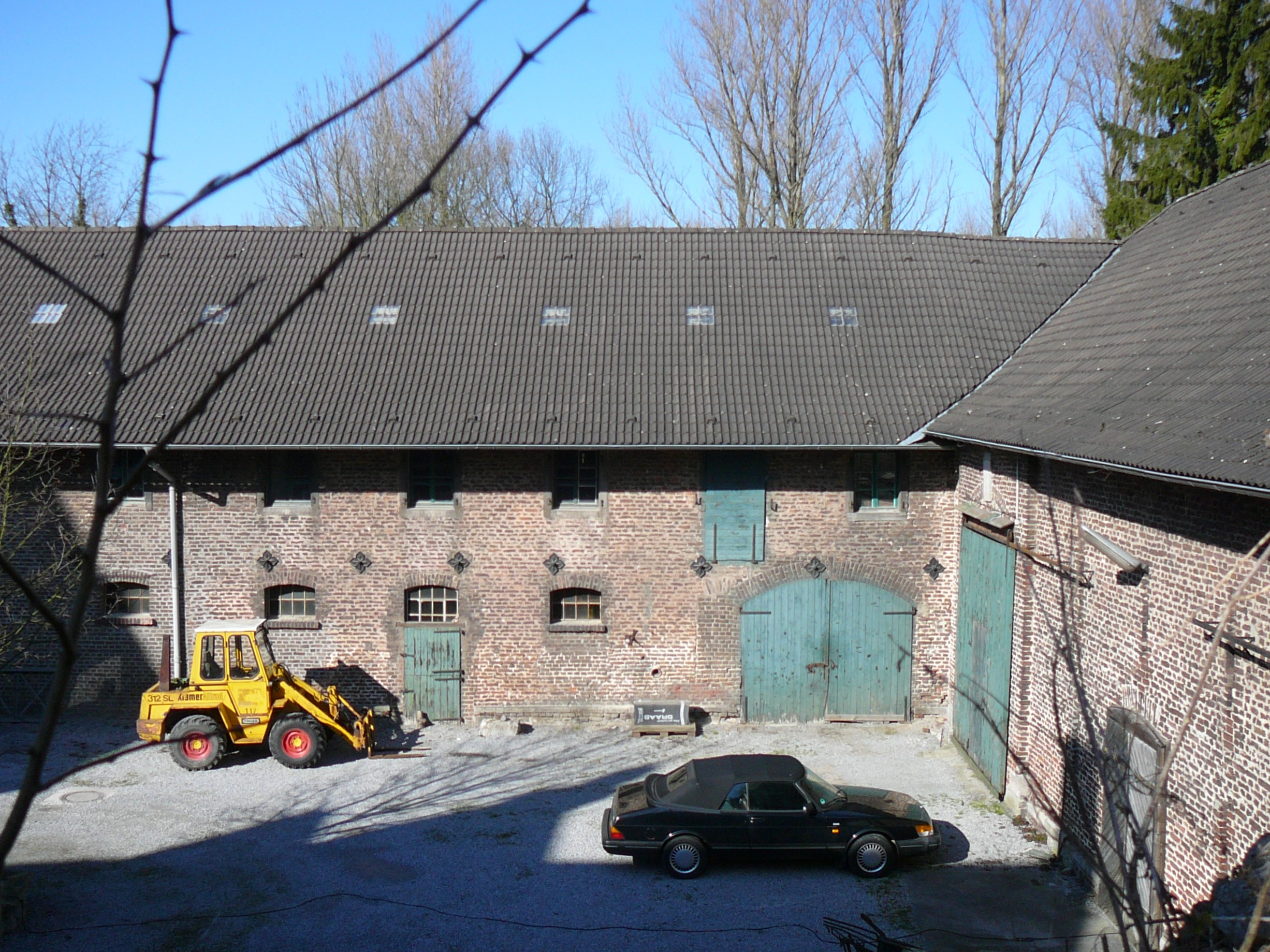
Gut Schöller (2011)

Das Gut Schöller (Hausanschrift Zur Düssel 2) ist ein, als Baudenkmal geschütztes, Hofesgut im Wuppertaler Ortsteil Schöller. Es entstand auf Gelände des ehemaligen Ritterguts Schöller.

## Geschichte
Das Rittergut, das schon im ersten Viertel des 18. Jahrhunderts verfallen gewesen sein soll, wurde von Graf Johann Friedrich Bernhard von Schaesberg (1705–1775) bis auf dem Bergfried niedergelegt. Er wollte das Gelände nutzen, um dort eine neue Schlossanlage bauen zu lassen. Dieses Bauwerk wurde aber nicht verwirklicht da Johann Friedrich starb. Stattdessen wurde das Gut Schöller von einem späteren Pächter errichtet.
Das heutige bestehende Gut wurde um 1884 neu errichtet.
Das Wohnhaus, das ehemalige Scheunengebäude, die Remise, die Umfassungsmauer, die Toreinfahrt und der Durchgang zur Kapelle wurden am 8. Juli 1996 als Baudenkmal anerkannt und in die Denkmalliste der Stadt Wuppertal eingetragen. Das Objekt ist von wissenschaftlicher und stadthistorischer Bedeutung.

## Baubeschreibung
Zum Gut Schöller gehören ein zweieinhalbgeschossiges Wohnhaus und eine Remise. Beide Bauwerke sind mit dunkel gebrannten Mauerziegeln ausgeführt. Die Gebäude gruppieren sich um einen Hof, der zur westlichen Seite eine Toreinfahrt hat.
Das fünfachsige Wohnhaus wird durch neugotische Stilelemente geprägt und ist mit einem hohen Sockel errichtet, der den Geländeversprung nach Osten ausgleicht. Die Fassade ist symmetrisch mit einem mittleren, leicht vorgezogenen Risaliten ausgeführt. Dieser enthält den Eingangsbereich mit vorgelagerter einläufiger Treppe. Auf dem Dach wird der Risalit mit einem neugotisch geformten Stufengiebel fortgesetzt, dessen fialenartige Spitze durch ein schmiedeeisernes Schmuckelement verziert ist.
An der östlichen Giebelwand ist ein Stallgebäude angebaut, welches in jüngerer Zeit zu Wohnzwecken umgebaut wurde.
Dem Wohngebäude gegenüberliegend, mit L-förmigem Grundriss, sind die Scheunengebäude. Zur westlichen Seite schließt sich eine Remise an, die zu Hofseite offen ist.